# Max Ducos
Max Ducos, né à Bordeaux en 1979, est un artiste peintre, auteur de littérature jeunesse et illustrateur français.

## Biographie
Max Ducos vit à Bordeaux, où il est né en 1979, « d’un père architecte et d’une mère antiquaire ». Il obtient une Licence à la Faculté d'arts plastiques de Bordeaux, puis entre en 2002 à l'École nationale supérieure des arts décoratifs de Paris.
« En 2006, son projet de fin d'étude Jeu de piste à Volubilis sort chez Sarbacane et reçoit en 2008 le Prix des Incorruptibles et le Prix Bernard Versele » L'album s'intéresse à l'architecture : « Cette évocation d'un univers architectural qui rappelle celui de Le Corbusier fascine, et nombreux sont les clins d’œil à l'art contemporain », selon La Revue des livres pour enfants. Max Ducos indique en 2019 : « Je voulais que mon premier livre soit un hommage à l’architecture moderne ».
Fin 2023, l'album fait partie de la « Bibliothèque idéale » du Centre national de la littérature pour la jeunesse (BnF).
Télérama écrit en juin 2023 : 

« Figure majeure de l’album jeunesse, Max Ducos méduse depuis presque vingt ans, par la splendeur artistique de sa gouache, par l’originalité des angles sous lesquels il regarde les choses et par l’immense sensibilité qui se cache dans chaque détail de ses pages. »

En 2008, « L’album L’Ange disparu, dont l’histoire se déroule dans un musée, intègre un nombre impressionnant d’œuvres emblématiques de l’histoire de l’art ». Pour Damien Tornincasa dans son article « La représentation du musée dans les albums jeunesse » de 2018, sur le site de référence en littérature jeunesse Ricochet : « Le musée dans lequel on s’apprête à entrer n’existe pas. C’est un lieu purement imaginaire que l’auteur a inventé pour fournir un décor à son histoire, mais également pour parler d’art. [...] Cet album est bien plus que la simple représentation d’un musée : c’est pour ainsi dire une petite histoire de l’art occidental du XVIe siècle à nos jours ». Selon lui, l'ouvrage est un « époustouflant album ».
Max Ducos indique en 2019 : « Je ne veux pas que mes livres soient didactiques ou pédagogiques, mais je veux qu’ils contiennent un savoir qui dépasse et intrigue l’enfant lecteur. »
 Le mystère de la grande dune en 2014, se déroule à la Dune du Pyla, en Gironde.
L'album pop-up Le Fossile, publié en 2018, « décrit le métier de paléontologue, de la découverte d’un fossile à la reconstitution d’un squelette en musée ». Pour l'avis critique de Télérama : « Par la seule force du papier, épais comme le souvenir, du dessin, fignolé comme le travail de la nature, et du texte, simple comme un geste de salut, Max Ducos offre un voyage archéologique inoubliable. »
Le Garçon du phare paraît en 2019 : « Dans un décor spectaculaire, mis en valeur par le très grand format, un récit fantastique au romanesque flamboyant » pour La Revue des livres pour enfants. Selon l'avis critique de Télérama : « album somptueux, aussi visuel que littéraire. [...] Sous chaque illustration couve un mélange de menace dévorante et de proche salut. Riche, abondant, tumultueux, le texte est un océan dans lequel les jeunes lecteurs plongeront en apnée, pour ressortir plus forts, prêts à affronter leur réalité quotidienne. »
Avec Clémentine Beauvais au scénario, il illustre en 2021 Boucles de pierres, l'histoire d' « une jeune fille qui traverse chaque jour un parc urbain » et qui s'intéresse à ses statues. La même année il publie Mon passage secret.
En 2023 paraît  Marée haute, marée basse, où l'auteur « offre [...] la splendeur de la plage, le temps d'une journée, du petit matin à la tombée de la nuit. Elle qui se remplit et se vide, envahie de familles, pêcheurs et groupes de jeunes, sous le soleil et sous la pluie, au gré des marées » pour La Revue des livres pour enfants. Selon l'avis critique de Télérama : « il se pose sur une plage pour ne plus en bouger, du lever du soleil à la tombée de la nuit, bercé par le mouvement de la marée, aimanté par les activités des vacanciers. [...] Comme dans tous les livres de cet artiste d’exception, le sens de l’observation est stimulé par la minutie des images, comme par la finesse du texte ».

## Ouvrages
- Jeu de piste à Volubilis[5], Sarbacane, 2006
- L'Ange disparu[6], Sarbacane, 2008
- Le Carnaval des dragons, Sarbacane, 2010
- Vert secret[18], Sarbacane, 2011
- Le mystère de la grande dune[10], Sarbacane, 2014
- 1000 était une fois[19], Sarbacane, 2015
- Le royaume de minuit[20], Sarbacane, 2016
- Le Fossile[11], Sarbacane, 2018
- Bulle Ballu, texte de Pascale Moisset, les Petites moustaches, 2018
- Le garçon du phare[21],[13], Sarbacane, 2019
- Boucles de pierre[22], avec Clémentine Beauvais, Sarbacane, 2021
- Mon passage secret[23], Sarbacane, 2021
- Le vieil homme et la mare, Poids plume, 2022
- Marée haute, marée basse[8],[17], Sarbacane, 2023

## Prix et distinctions
- Prix Bernard Versele 2008[24] pour Jeu de piste à Volubilis
- Prix des incorruptibles 2008[25] pour Jeu de piste à Volubilis
- Prix des incorruptibles 2013[25] pour Vert secret
- Prix Michel Tournier catégorie Jeunesse 2014[26] pour L'Ange disparu
- Prix Enfantaisie 2015[27] pour  Le mystère de la grande dune
- Prix Millepages 2019[28], catégorie Album Jeunesse, pour Le Garçon du phare
- Prix Landerneau Album Jeunesse 2022[29] pour Mon passage secret
- Sélection Prix Sorcières 2023[30] pour Le vieil homme et la mare
- Sélection Prix du livre jeunesse écolo, Catégorie "Graines de lecteurs" 2023[31] pour Le vieil homme et la mare
- Prix des incorruptibles 2024 catégorie CE1 pour Mon passage secret[32]
- Prix Bernard Versele 2024[33] catégorie 3 chouettes, pour  Mon passage secret

Deux de ses ouvrages font partie de la « Bibliothèque idéale » du Centre national de la littérature pour la jeunesse (BnF) en 2024 :  Jeu de piste à Volubilis (2006) et   1000 était une fois (2015)

## Quelques expositions
- « Max Ducos, Apprendre à désapprendre », Médiathèque de Lormont[34], 2019
- « Max Ducos », galerie Les Arts dessinés[35],[36], Paris 3e, 2022
- « Il était une fois Max Ducos », médiathèque de Moirans[37], 2023
- « Dans l'univers de Max Ducos », École nationale supérieure des mines de Saint-Étienne[1], 2023

## Adaptations de son œuvre
- Jeu de piste à Volubilis[38], spectacle. Mise en scène Jean-Luc Terrade, production Compagnie Les marches de l'été, 2007 ; d'après son album éponyme publié en 2006
- L'Ange disparu[39], spectacle. Mise en scène Jean-Luc Terrade, production Compagnie Les marches de l'été, 2009 ; d'après son album éponyme publié en 2008